# Julius Hirschberg
Julius Hirschberg (ur. 18 września 1843 w Poczdamie, zm. 17 lutego 1925 w Berlinie) – niemiecki lekarz okulista i historyk medycyny.
W 1870 habilitował się, w 1879 został mianowany profesorem nadzwyczajnym, wtedy też jako pierwszy użył magnesu do usunięcia metalicznego ciała obcego z oka. W 1886 opisał badanie (tzw. test Hirschberga) stosowany do dziś w diagnostyce zeza. Jako historyk medycyny opublikował pracę Geschichte der Augenheikunde (1899-1917), uważaną za jego opus magnum. W 1912 otrzymał doktorat honoris causa Uniwersytetu w Atenach.

## Wybrane prace
- Geschichte der Augenheilkunde (1899) vol. 1, vol. 2, vol. 3, vol. 4, vol. 5, vol. 6, vol. 7, vol. 8